# Ælfwald II
Pour les articles homonymes, voir Ælfwald.
Ælfwald II est roi de Northumbrie de 806 à 808.

## Biographie
D'ascendance inconnue, Ælfwald monte sur le trône après la déposition d'Eardwulf, en 806. Il ne règne que deux ans. L'identité de son successeur varie selon les sources : les Annales d'Éginhard, texte d'origine franque, indiquent qu'Eardwulf est restauré avec l'aide de Charlemagne et du pape Léon III, tandis que le De primo Saxonum adventu et les Flores historiarum de Roger de Wendover, deux textes anglais du XIIe siècle, indiquent que c'est Eanred, le fils d'Eardwulf, qui lui succède,.